# Madonna como un icono
La cantante estadounidense Madonna es considerada un icono en muchos sentidos, gracias a las diversas áreas de sus contribuciones y obra. Estos ejemplos incluyen —aunque no se limitan— a definiciones como: icono pop, gay, cultural, feminista, sexual, y de la moda, acompañado de superlativos casi propios en extremo, como el haber sido definida «el mayor icono gay» por la revista The Advocate o «el icono pop femenino más grande del mundo» según distintas fuentes como Spin. Ella es según los World Music Awards: «La artista femenina más icónica de todos los tiempos».
La connotación religiosa con la palabra icono no es unívoca, ya que en nuestra era moderna tiene más acepciones y es precisamente Madonna el primer personaje con el que se utilizó por vez primera en la cultura de las celebridades según las palabras del profesor en semiótica y antropología lingüística para la Universidad de Toronto, Marcel Danesi. Desde entonces, su empleo se generalizó inmediatamente y ahora es usado para hacer referencia a cualquier celebridad ampliamente conocida, ya sea hombre o mujer. 
Al estar su nombre estrechamente ligado en el trasfondo histórico con la transición de las nuevas acepciones del término, diversos especialistas y diccionarios tan distantes como el  Diccionario panhispánico de dudas de la Real Academia Española o el Oxford Advanced Learner's Dictionary del Oxford English Dictionary han utilizado precisamente su nombre al dar pie a estas nuevas definiciones.
Diversos expertos en temas de semiótica y lingüística, han evaluado y comentado el valor de Madonna como un icono, símbolo, figura, imagen, representación, signo u objeto y, a pesar de estar llena de contradicciones, su caso sugiere quizá una «extrema complejidad». 
Su condición de icono no queda definido simplemente como «un icono pop», pues varios académicos y otros expertos le han dado mayor importancia al catalogarla como icono cultural o un mito posmoderno («figura mítica») en el sentido amplio de ambos términos. Como sugiere más de un autor, se trata ya de un «personaje histórico».

## Trasfondo histórico
Según la académica Diane Pecknold en el libro American Icons, muchos observadores contemporáneos sostuvieron que desde el comienzo de su carrera, la «principal ambición de Madonna era convertirse en un icono» y que la música pop simplemente le «proporcionaba la vía más conveniente para lograr ese objetivo».
La Encyclopedia of World Biography: Love-Micah (1998) de la editorial educativa Gale, asegura que «Madonna [ya] se había convertido en un icono para sus fanáticos» con su primera gira The Virgin Tour, cuando miles de chicas copiaron su estilo de la moda en lo que más tarde se conoció como las «Madonna wannabes». Tiempo después, más de algún autor señaló su condición de persona monónima, como uno de los factores determinantes de su «estatus icónico».
El contexto de Madonna con el término «icono» está históricamente entrelazado. Marcel Danesi, profesor de semiótica y antropología lingüística en la Universidad de Toronto apuntó en su libro Popular Culture: Introductory Perspectives sobre el origen y las recientes acepciones del término «icono». Indicó que tiene un antecedente religioso, pero más tarde se utilizó por vez primera en el mundo de las celebridades para describir a la cantante estadounidense Madonna. Esto a pesar de que los primeros que lo usaron en este contexto, fueron conscientes de la ironía detrás del uso del término, ya que el nombre de la cantante es derivado de la Virgen María en la tradición cristiana. Tras esto, su uso se generalizó inmediatamente y ahora es común emplear la palabra para hacer referencia a cualquier celebridad ampliamente conocida, ya sea hombre o mujer, de acuerdo a lo que escribió el académico.
Esto también es reforzado a partir de que la connotación religiosa no es unívoca en la palabra «icono», pues existen definiciones más recientes sobre el término en diversos diccionarios estándares, como la entrada del Oxford English Dictionary donde es definido y al que se le puede atribuir a cualquier persona, cosa o institución etc, «considerada digna de admiración o respeto o un símbolo representativo de una cultura o movimiento». Y es precisamente el nombre de Madonna la ejemplificación de estas acepciones en estas obras, tan distantes como el Oxford Advanced Learner's Dictionary y el Diccionario panhispánico de dudas de la Real Academia Española.
El profesor de comunicación Keyan Tomaselli junto a David Scott en el libro Cultural Icons (2018) también pusieron esa «transición» entre Madonna (cantante) y la Virgen María («la Madonna») para definir la palabra icono, ya que la intérprete «se apropia del estado de los iconos de la religión cristiana primivita» y finalmente como mujer y humana que es, «desaparece debajo de los diversos 'disfraces' que la constituyen un icono». Los historiadores Asa Briggs y Peter Burke en De Gutenberg a Internet (2002) son otro ejemplo más de académicos usando su nombre como apropiación y transición del término. En el libro se lee:

El término «iconografía habría de pasar a la alta cultura y más tarde a la popular, donde el «icono» se refiere a una celebridad secular como Madonna, la cantante pop de tan apropiado nombre.

## Observaciones
La académica Diane Pecknold en el libro American Icons sugiere que la propia Madonna «reconoce que su importancia cultural se extiende mucho más allá del mero estrellato de la música pop» y se puede ver en el título de su revista oficial de club de fanáticos, Icon (en español: icono). Lo cual según la autora, lo consideró a la vez un «signo de arrogancia». Aunque también es necesario explicar que el biógrafo J. Randy Taraborrelli en Madonna: An Intimate Biography escribió que la propia cantante llegó a decir que se sentía cómoda con Guy Ritchie desde el principio de su relación, ya que la «trataba como una persona normal y no como un icono».

### Análisis

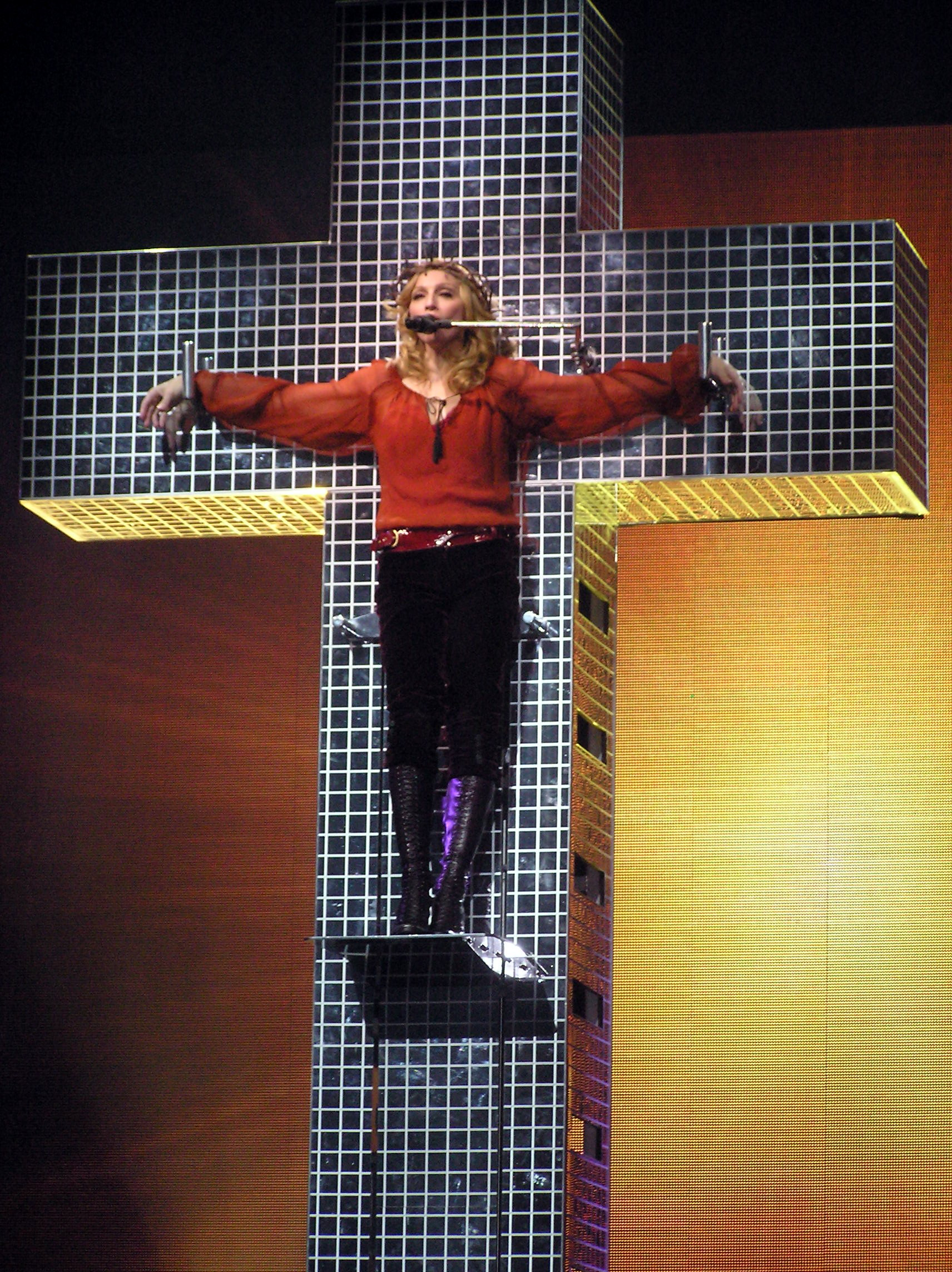
Con su crucifixión teatral en el Confessions Tour, según un experto Madonna «se convirtió en el icono por antonomasia».

Diversos autores han comentado el significado de Madonna como un icono. En una conferencia sobre ella para la Universidad de las Islas Baleares, el dr. José Igor Prieto Arranz se basó en la clasificación de Charles S. Peirce sobre los «signos simbólicos, icónicos e indéxicos» para desarrollar precisamente ese tema. Y en particular con la definición de «icónicos», que son aquellos en los que «significante y significado guardan una clara relación de semejanza», el profesor lo tomó como respaldo para referenciar así a la intérprete como un «icono».
Prieto Arranz, quien también se apoya en el hecho de que los signos icónicos, como los verbales son polisémicos, en sus comentarios también hizo declaraciones de que a intérprete se le «puede fácilmente considerar verbal tan sólo un 25 %, mientras el 75 % restante es no verbal», es decir, en otras palabras es «pura imagen e icono», a través de sus actuaciones en directo, sus videoclips, e incluso a través de «su propia imagen». Es aquí donde quizás uno de los rasgos más distintivos de la cantante sea su «impacto visual» y en donde cobra mucho significado su reconocido cambio o reinvención de imagen/estilos con cada nueva producción.
Y siguiendo con el último punto, los autores del libro Iconic Power: Materiality and Meaning in Social Life, entre ellos el pensador Jeffrey C. Alexander dijeron que la intérprete es «considerada icónica» en parte porque realiza sus múltiples reinvenciones simbólicas que aparentemente mantienen una identidad central, pero que a la vez refrescan y modifican elementos estilísticos que sugieren tanto resistencia como actualización. Esto viene apegado con la durabilidad de un icono según sus definiciones.
La iconicidad de la intérprete en palabras de Prieto Arranz, se puede ver fundalmente en su crucificción en la gira Confessions Tour donde se encarna como «el icono por antonomasia». Además de que en un sentido más general sobre su carrera, existe el factor de que ha ido «construyendo su cuerpo como texto» según el autor de referencia. Elizabeth Schafer en el libro Women in Theatre de la dramaturga británica Julia Pascal, sugirió que al igual que Cleopatra, la artista «es extremadamente hábil en el escenario manejando su propia iconicidad infinitamente variable». Mientras, Nadja Gernalzick de la Universidad de Berna concluyó que «la iconicidad de la cantante equivale a la de un "metaícono", en el sentido de que la imitación autoreflexiva de las poses de celebridades se ha convertido en un aspecto característico de su persona icónica». En cambio, los autores de Iconic Power: Materiality and Meaning in Social Life sugirieron que una «medida de iconicidad se puede leer en las diversas formas en que Britney Spears, Shakira, Christina Aguilera [o] Lady Gaga, recapitulan las fases de la carrera de Madonna».
Existen dos factores que la hacen fácilmente reconocible y que son a la vez dos temas recurrentes en su obra: el sexo y la religión según Prieto Arranz. Con lo que propone que si sexo + religión = ¿icono Madonna? es casi con seguridad y tal que «la asociasión existente en la mente del público en general entre Madonna y estas dos variables que talmente parece que éstas no hayan podido existir con anterioridad a la cantante» según sus palabras.
Y si bien también existen contradicciones a la hora de definirla y usando las mismas teorías, Umberto Eco definió una vez en 1987 que en todo icono: «el cuerpo humano, una página en blanco sin ninguna significación, acaba convirtiéndose en un complejo texto lleno de significación». Y es precisamente con los temas del sexo y la religión donde la artista juega con una multiplicidad de significados, y aunque sea consciente o inconsciente de ello, a la vez esto sugiere que «la posible significación que el icono Madonna lanza nunca es única» de acuerdo a Prieto. Para finalizar, el autor de referencia señaló que en este sentido se «le puede ver más bien como un palimpsesto con muchas capas de significación», y que varias definiciones semánticas sobre ella tienen validez, aun si la iconocidad como tal ha sido marcada por una «extrema complejidad».
En otro contexto, Adrian Kear y Deborah Lynn Steinberg en el libro Mourning Diana (2002) describieron a Madonna (la Virgen María) un icono y a Madonna (la cantante) en un producto iconográfico.

### Ambivalencias
Existen visibles ambivalencias en los comentarios de los medios y expertos. Según B. del Río del portal Preen.ph, por supuesto que «ella es un icono» pero también es uno controvertido. Y esto se puede ver en que «no cualquiera podría sentirse cómodo con que ella sea considerada un ícono feminista» de acuerdo a su nota.
Suzanna Danuta Walters cree y sugiere que «debemos tener en cuenta la naturaleza complicada y contradictoria de las imágenes en nuestra cultura», y Madonna es un «un excelente ejemplo de esta complejidad». Esto porque la figura de la artista «es emblemática con la manera confusa en que las mujeres están representadas en la cultura popular». Walters también dijo que la «propia superación del estrellato de [la cantante] ha sido un esfuerzo sostenido, tanto por los medios de comunicación como por los académicos, para producir y reproducir continuamente este icono cultural».
Madonna es también un «icono iconoclasta» de acuerdo a Bernard Léchot de Swissinfo, e históricamente esto sucedió con el álbum Like a Virgin según el Canal 13 colombiano ya que «comenzó a consagrarse como una iconoclasta que ponía en entredicho la sexualidad, la política y la religión como ninguna artista mujer antes de ella». Aunque Daniela Morosini de Vogue mencionó que «[solo] a veces es iconoclasta». En el lado negativo de la palabra, los autores de The Madonna Companion: Two Decades of Commentary vieron como se le comparó como un «icono sacreigioso que 'robó' las imágenes de la iglesia cristiana para pervertirla en sus propios fines».

### Perspectivas contradictorias
En una crítica generalizada sobre los íconos donde hizo mención del nombre de la cantante, la feminista Camille Paglia sugiere que «siempre han determinado la cultura occidental» y estos íconos, según argumenta son «dioses paganos: Apolo en forma de Michelangelo, Madonna no menos que Medusa» [o] Prince no menos que Perseo».
La autora Beretta E. Smith-Shomade quien estudió el impacto de personajes afroamericanos como Oprah Winfrey, sugirió que a pesar de su influencia, el «estatus icónico de Madonna» era marcadamente diferente al de la presentadora y de alguna manera ella fue eclipsada por la presencia de Winfrey en la cultura estadounidense.
La misma autora, Smith-Shomade dijo que durante la década de 1990 la «popularidad de Madonna disminuyó» y citó la conclusión del periodista Andrew Fergurson de que su «verdadero crimen» había sido su «longevidad». Esto era debido a factores generales según Fergurson, como la necesidad de «crear nuevos íconos y desmantelar los viejos con una velocidad asombrosa». En 2002, el historiador James Robert Parish escribió que una de las metas de la cantante en su carrera era convertirse en un «gran ícono de la gran pantalla» (movie icon), pero que películas como Body of Evidence y Dangerous Game «disminuyeron sus posibilidades».

## Ejemplos
N.B.: Los siguientes son solo ejemplos.
Los iconos también determinan una época o simplemente son clasificados según la ubicuidad o longevidad. Del primer punto, se puede ver cómo las autoras del libro The Good, the Bad and the Gorgeous (1994) la definieron como «el icono femenino por excelencia de la década de 1980». En términos generales y apoyándose en la segunda definición, según autores como Hugo Márquez de Cultura Colectiva ella es un «icono atemporal». También ha sido categorizada hasta ahora, un icono de los siglos xx y xxi; «uno de los más importantes» de ambas centurias según lo dijo Infobae por ser «una artista que trasciende su obra».
El poeta Affonso Romano de Sant'Anna la definió como un «icono de la modernidad», y de manera similar la revista Torre de papel de la Universidad de Iowa la llamó «icono moderno». En 2014, Gillian Branstetter de The Daily Dot consideró que la intérprete seguía siendo el «icono más emblemático de la generación X».
También se le ha hecho atribución con connotación toponímica o políticamente regional, al ser llamada «icono estadounidense» (American icon) por medios como The Daily Telegraph o «icono occidental» (Western icon) por Lynne Segal. Aunque sin limitarse a esos dos ejemplos, diversas fuentes como la ABC News Radio o el libro Life with My Sister Madonna se han referido a ella como «icono global», algo que en textos académicos es aceptado en las teorías respaldadas por la globalización como en el caso del libro Sonic Multiplicities (2013), y que según la revista Australasian Journal of American Studies no es por ningún accidente que sea «icono mundial» como lo es Mickey Mouse, pues es gracias a la omnipresencia de la industria de entretenimiento estadounidense.

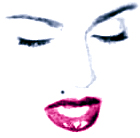
Una representación en icono de Madonna.

Su asociación y relación con otras marcas también es otro motivo, como lo es haber sido llamada icono de MTV por autores como Boze Hadleigh, mientras Donatella Versace dijo que era «uno de verdaderos iconos de nuestra firma (Versace)».
Es un media icon (literalmente «icono de los medios») de acuerdo al biógrafo Andy Koopmans quien lo justificó al mencionar que a menudo aparece en revistas y artículos periodísticos cuando incluso no está trabajando. Además de que existen cientos de sitios dedicados a ella y docenas de clubes de fanáticos por el mundo junto a diversos cursos sobre su persona en varias universidades. De manera similar, fue llamada «ícono de masas» por autores como Itzel Roldán del Periódico Vanguardia. Otros ejemplos incluyen a la escritora y académica Kathleen Sweeney quien la llamó «diva icon», y el crítico cultural Víctor Lenore la clasificó como un «icono del capitalismo posmoderno».

### Icono posmoderno
Según varios expertos, Madonna es un icono posmoderno. O en sus variantes, de «lo posmoderno o posmodernidad». Ella es según el equipo de redacción de Vogue en México, el más «sólido ícono posmoderno de la cultura popular», o como bien dijo el director de arte para la BBC, Will Gompertz es el «máximo icono de la posmodernidad». No es de extrañar que el ensayista Martin Amis dijera que ella es quizás «el personaje más posmoderno del planeta».

### Icono de la moda
Según el profesor Michael J Heale, desde la época de los años 1980, Madonna se convirtió en un icono de la moda a medida que sus álbumes fueron éxitos globales. En el mismo decenio se originó la tendencia «Madonna wannabe», donde millones de jóvenes del mundo occidental copiaron su imagen y actitud. En palabras de la diseñadora hindú, Suhani Pittie «no sería un error decir que ella es: 'el icono de la moda femenina más influyente de la historia'».
En otras variantes, ella es también un «icono del estilo» (Style icon), aunque la periodista de moda Lauren Cochrane en el libro Fifty Women's Fashion Icons that Changed the World (2016) dijo que tras cuatro décadas de carrera «no hace falta recordarlo». Y diversas fuentes especializadas en el tema, la han llamado «icono de belleza» (Beauty icon), o «icono del glamur» (Glamour icon).

### Icono cultural
La escritora y académica Kathleen Sweeney sugiere que personajes como Madonna, han alcanzado «un estatus más allá de la mera celebridad en la conciencia pública para convertirse en iconos culturales duraderos». De esta manera, «se han convertido en metáforas, versículos y sustantivos del discurso conversacional». Diversos autores como Lucy O'Brien dijeron que la cantante ha trascendido el mundo del pop o el término «estrella del pop» para convertirse en un verdadero icono cultural global.

### Icono sexual
Es un icono o símbolo sexual, con un punto álgido en los años de 1980 y 1990. En una nota contemporánea de la revista Cambio 16 en 1992, la definieron como el «sex-symbol más audaz» de esos tiempos. Darío Prieto de El Mundo de manera retrospectiva comentó que la segunda revolución sexual encabezada por ella «ha convertido en cotidiano lo que antes era prohibido».

### Icono gay
Es un icono gay, el «más grande» según Ari Karpel de The Advocate. O en sus variantes, es un icono LGBT y Queer. Es «el mejor icono LGBT» de acuerdo a Samuel Murrian de Parade. Estos superlativos son relativamente frecuentes, y quizá se debe a que tiene una posición casi propia en extremo dentro de la historia de la comunidad homosexual, ya que «ha jugado un papel fundamental» en la normalización del colectivo según apuntan fuentes como 20 Minutos. Gillian Branstetter de The Daily Dot mencionó que se trata del «primer icono gay que abrazó en verdad sus derechos».

### Icono feminista
Es un icono feminista o en sus variantes, «icono femenino» o del feminismo. El profesor de comunicación, Sut Jhally sugirió que es un «icono feminista casi sagrado». Su significado y figura en este contexto es de grandes proporciones desembocando diversos y variados cursos universitarios según mencionó del último punto el comentarista canadiense Mark Steyn.

### Icono musical
Es un icono musical, «uno de los más radicales» de la industria según Ben Kelly de The Independent. Se convirtió en referente musical especialmente en las décadas de 1980, 1990 y los 2000. Diversas fuentes apuntan que con la aparición de Madonna, la imagen de la mujer en la música cambió radicalmente, o en otras palabras, marcó un antes y un después.

### Icono pop
Madonna es un icono pop. No es una definición estática de por sí, ya que cuando es referida de esta manera puede ser por su posición en la cultura popular o en la música popular y el género pop. Además, según El Hunt de NME ella es un «icono del arte pop» (The Pop Art icon). Durante varias décadas, diversos medios como Spin la han llamado «el icono pop femenino más grande del mundo». Y en contexto, el escritor Matt Cain mencionó que ella sentó las bases para los iconos pop femeninos modernos al ser «la primera estrella en proyectar una imagen de control» y una feroz independencia. De acuerdo al diario Milenio año con año refrenda su título como «Reina del Pop».

### Icono comercial
Según el autor Alan Axelrod, ella es un ícono comercial. Posee una gran variedad de récords y logros en casi todas las áreas donde ha trabajado, entre ellos el título del Libro Guinness de los Records como la artista femenina con mayores ventas en todo el mundo. Su longevidad como icono, según el crítico Jordi Bianciotto quizá contraríe a quienes la catalogaron un «gadget comercial efímero». La comercialidad y éxito casi continuo durante décadas de Madonna cobra mucho sentido, pues de acuerdo a la musicóloga Laura Viñuela, en una charla sobre ella en la Universidad de Oviedo se trata de «la única mujer que lleva una carrera en el mundo de la música tan larga y exitosa a nivel masivo». Juan Sardá de El Cultural dijo:

Madonna supera las leyes de la física, el tiempo, la cultura popular e incluso la metafísica. Ninguna estrella de la música ha sido capaz de mantener el mismo estatus durante más de 35 años [...] es ya un personaje histórico.

## Otras definiciones
En el Consejo Latinoamericano de Ciencias Sociales, Ana Wortman propuso que «Madonna como estrella no es sólo imagen y representación: es un objeto cultural en la acepción antropológica de la cultura», ya que «como artefacto cultural, los jóvenes (por ejemplo) la usan» en las camisas. Según concluyó Wortman, «esta clase de artefactos estructura la manera en que los jóvenes clasifican las cosas y les dicen a ellos quiénes son».
El político colombiano Sergio Fajardo, la catalogó un «símbolo muy poderoso». Spencer Kornhaber, en un artículo para The Atlantic en 2015, dijo que la cantante «como símbolo sigue importando».
Madonna también es considerada un mito en el sentido amplio de la palabra. En el prólogo de Madonna as postmodern myth, el académico francés Georges-Claude Guilbert sugiere que ella «ha sido aceptada [desde hace] mucho tiempo como un ícono de la cultura pop» pero en su obra le da una mayor importancia cultural al analizarla como un «mito posmoderno».

## Impacto y legado

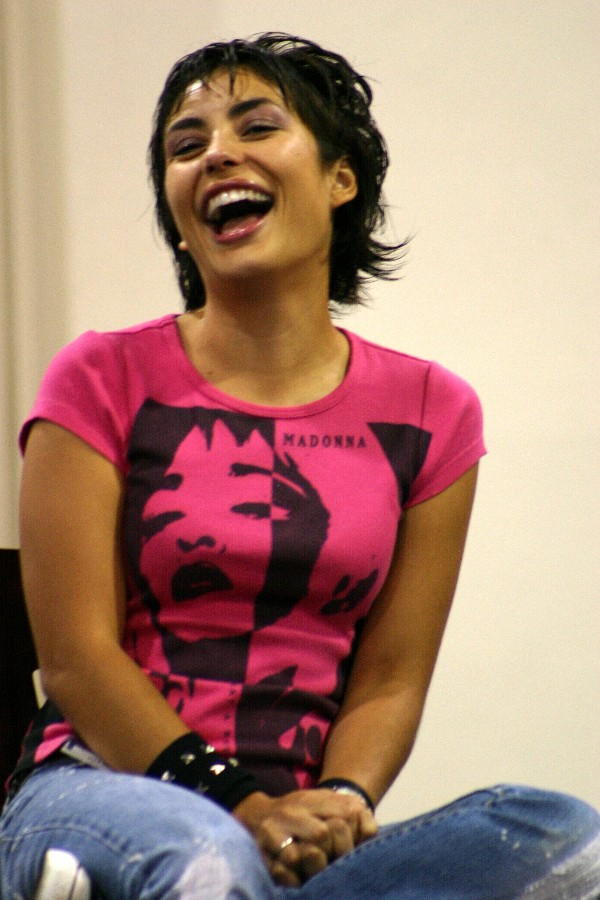
Ana Wortman en el CLACSO dijo que Madonna no es solo imagen y representación: es un objeto cultural en la acepción antropológica. También hizo referencia a las camisas con su rostro estampado como ejemplo de esto. En la imagen, la actriz Iyari Limon.

Según explicó el antropólogo chileno Osvaldo Torres, en el mundo posmoderno la artista representa un icono de «lo que uno quiere encontrar en ella». La autora Carrie Havranek, dijo que Madonna es un «verdadero icono» al estar encasillada dentro de su «clase propia». Simone Vertua de L'Officiel en Italia, mientras hablaba de sus características como icono de la moda, también mencionó que es «un verdadero icono indiscutible». Ella es de acuerdo a los World Music Awards, «la artista más icónica de todos los tiempos».
Según Louis Virtel de Billboard, «la tarea de definir el impacto de Madonna es brutal» pero una de las definiciones que le puede dar es que posee «una carrera que equivale a la mitología viviente». José «Pepe» Plata del sitio Shock escribió en su artículo Cinco claves para comprender por qué Madonna es TAN grande, que su «estatus de icono hace innegable su impacto en canciones, vídeos, ventas y el mundo de la moda».
Las características de sujeto de culto no son ajenas en las definiciones de un icono y según el académico Guilbert, como «figura mítica» la intérprete representa la transición de elementos como el culto, siendo a la vez objeto de culto pagano. Aunque este culto por la cantante, según Fiona Mclean en su libro Marketing the Museum (2012) tiene mucho que ver con su propio reconocimiento de que es un «producto comercializable que necesita constantemente crear nuevos espectáculos».
Guilbert quién también dijo que la artista «organizó efectivamente su propio culto, especialmente entre las personas homosexuales», señaló que «más que cualquier otra estrella en la historia, Madonna se acerca a esa omnipresencia total que caracteriza a lo divino en la mayoría de las religiones generalizadas». Un reflejo y característica de un ícono de nuestra época.
Ese señalamiento se ve en varias reseñas a sus actuaciones en directo y giras de conciertos. Por ejemplo, en una comparativa de su presentación italiana del Confessions Tour, Cristina Cabrejas del diario ABC dijo que el público la «veneró como una verdadera diosa romana en el Estadio Olímpico». Humberto Vázquez Galindo el enviado del Periódico Vanguardia a su concierto en México en el MDNA Tour mencionó que como «si se tratase de una virgen milagrosa, miles de feligreses de todo el país hicieron peregrinación» para rendirle su devoción. Siguiendo con los comentarios extrapolados de connotación religiosa, Ben Kelly de The Indepedent explicó cómo ella se convirtió en icono:

La Madonna del catolicismo es una figura melancólica, implorando a las personas que recen por el estado del mundo y se arrepientan de sus pecados. Pero la Madonna del pop le dice a sus fieles seguidores que se rebelen, que sean quienes son, que sobrevivan a toda costa. Ella es la heroína de su propia historia, y también de la de muchos otros. No hay llanto [...] por un momento parece un poco más humana, un poco más como nosotros —y sin embargo, el hecho es que no lo es—. Ella es un icono. Ella es Madonna.

Madonna, «el icono pop representa una metáfora de la industria» según el comentarista Mark Steyn. Y algo que describe esa posición de icono e «imagen», es lo que la revista Oiga dijo en 1992:

A partir de su aparición, la imagen de la mujer sobre el escenario cambió radicalmente, las chicas pudieron mostrarse más agresivas en poses y vestuario e interpretar temas más atrevidos. Explotar la figura no fue más un pecado, sino una regla fundamental para ganar el juego. Así, año tras año, Madonna fue sorprendiendo una y otra vez al mundo entero.